# Georgische parlementsverkiezingen 1995
De Georgische parlementsverkiezingen van 1995 vonden plaats op 5 en 19 november 1995 voor de 4e convocatie van het Parlement van Georgië. De verkiezingen vonden tegelijkertijd plaats met de presidentsverkiezingen en waren de eerste verkiezingen onder de nieuwe grondwet die in september 1995 was aangenomen. Er stonden 45 partijen en acht lijstcombinaties op het stembiljet. De verkiezingen werden gewonnen door de Burgerunie van de Georgische leider Edoeard Sjevardnadze die 23,7% van de stemmen kreeg. Slechts twee andere partijen wisten boven de kiesdrempel van 5% te komen. Door een versnipperde uitslag in de districten kwamen alsnog acht andere partijen in het parlement, evenals tientallen onafhankelijke kandidaten.

## Kiesstelsel

De 85 enkelvoudige districten. In de praktijk werden in de 10 grijze districten geen verkiezingen gehouden.

De verkiezingen werden gehouden door middel van een gemengd kiesstelsel. De kieswet bepaalde dat 150 zetels verkozen werden via evenredige vertegenwoordiging door een stem op een partijlijst met een kiesdrempel van 5%, en 85 zetel verkozen zouden worden via enkelvoudige districten op basis van een tweerondensysteem met een drempel van 33% (een derde). De kiesdistricten kwamen overeen met de administratieve districten van Georgië, waarbij de hoofdstad Tbilisi was onderverdeeld in tien kiesdistricten volgens de lokale administratieve onderverdeling. Deze districten varieerden in grootte van circa 4.000 tot 135.000 geregistreerde kiezers. Een tweede ronde voor de districtszetels stond voor 19 november 1995 gepland. Om te bepalen of een partij de kiesdrempel heeft behaald wordt het percentage berekend over alle stemmen, inclusief de ongeldige.  
Doordat Georgië geen gezag meer over uitoefende over Abchazië na de burgeroorlog in 1992-1993, konden de acht kiesdistricten daar niet meedoen met de verkiezingen. De kieswet voorzag erin dat zolang de jurisdictie over Abchazië niet hersteld zou zijn, de mandaten van de in 1992 verkozen Abchazische parlementsleden verlengd zouden worden. Naast de acht parlementsleden uit de districten betrof dit ook vier parlementsleden die via een partijlijst verkozen waren. Deze vier werden in mindering gebracht op de 150 proportioneel te verdelen zetels. In de Zuid-Osseetse districten Dzjava en Tschinvali (stad) konden de verkiezingen niet gehouden worden, waardoor deze twee zetels vacant bleven. Administratief behoorden delen van Zuid-Ossetië toe aan de districten Gori en Kareli. Om de Georgische bevolking in het gebied in staat te stellen te stemmen en met een vaste zetel vertegenwoordigd te worden werd het Liachvi kiesdistrict ingevoerd. Dit bediende vooral de Georgische gemeenschappen in de Liachvi vallei, Eredvi ten oosten van de Zuid-Osseetse hoofdstad Tschinvali en Koerta ten noorden daarvan.

## Partijen
Er hadden zich initieel 54 partijen en verkiezingsblokken aangemeld bij de centrale verkiezingscommissie voor deelname aan de verkiezingen, maar uiteindelijk stonden er respectievelijk 45 partijen en acht blokken op het stembiljet nadat een partij verwijderd was.

## Resultaten
De Burgerunie van staatshoofd en presidentskandidaat Edoeard Sjevardnadze won de verkiezingen en behaalde 108 van de 235 zetels, te weinig voor een meerderheid. De partij kreeg 23,7% van de nationale stemmen. Slechts twee andere partijen haalden de kiesdrempel van 5%, namelijk de Nationaal-Democratische Partij (8%) en de Georgische Unie voor Wedergeboorte (6,8%) onder leiding van de Adzjaarse leider Aslan Abasjidze. Meer dan 61% van de proportionele stemmen werd niet vertegenwoordigd in het parlement. Acht partijen die de kiesdrempel niet haalden, wisten enkele districten te winnen, waardoor er alsnog een waaier aan partijen in het parlement kwam. Twee zetels bleven vacant: in de Zuid-Ossetische districten Tschinvali en Dzjava, konden de verkiezingen niet worden gehouden. Daags na de inhuldiging van het nieuwe parlement op 25 november 1995 werd Zoerab Zjvania tot voorzitter van het parlement van Georgië benoemd.
| | Burgerunie                                            | 504.586   | 23,71 | 90  | 18 | 108 | Nieuw |  |  |  |  |  |  |  |
| | Nationaal-Democratische Partij                        | 169.218   | 7,95  | 31  | 3  | 34  | +20   |  |  |  |  |  |  |  |
| | Georgische Unie voor Wedergeboorte                    | 145.626   | 6,84  | 25  | 6  | 31  | Nieuw |  |  |  |  |  |  |  |
| | Verenigde Communistische Partij en Sociaal-Democraten | 95.506    | 4,77  | 0   | 0  | 0   |       |  |  |  |  |  |  |  |
| | Unie van Georgische Traditionalisten                  | 89.752    | 4,22  | 0   | 3  | 3   | -5    |  |  |  |  |  |  |  |
| | 21e Eeuw - Konstantin Gamsachoerdia Genootschap       | 88.405    | 4,15  | 0   | 0  | 0   |       |  |  |  |  |  |  |  |
| | Socialistische Partij van Georgië                     | 80.747    | 3,79  | 0   | 4  | 4   | Nieuw |  |  |  |  |  |  |  |
| | Georgische Unie van Hervormers                        | 61.424    | 2,89  | 0   | 2  | 2   | Nieuw |  |  |  |  |  |  |  |
| | Merab Kostava Genootschap                             | 49.829    | 2,34  | 0   | 0  | 0   |       |  |  |  |  |  |  |  |
| | Stalin Communistische Partij                          | 46.174    | 2,17  | 0   | 0  | 0   |       |  |  |  |  |  |  |  |
| | Politieke Unie Steun                                  | 45.747    | 2,15  | 0   | 3  | 3   | Nieuw |  |  |  |  |  |  |  |
| | Abchazië – Mijn thuis                                 | 44.191    | 2,08  | 0   | 0  | 0   |       |  |  |  |  |  |  |  |
| | Republikeinse Partij                                  | 35.051    | 1,65  | 0   | 1  | 1   | -9    |  |  |  |  |  |  |  |
| | Blok "Vooruitgang"                                    | 29.189    | 1,37  | 0   | 4  | 4   | Nieuw |  |  |  |  |  |  |  |
| | Unie voor Wetsbestuurde Staat                         | 19.675    | 0,92  | 0   | 1  | 1   | Nieuw |  |  |  |  |  |  |  |
| | Georgische Politieke Organisatie "Lemi"               | 8.722     | 0,41  | 0   | 1  | 1   | Nieuw |  |  |  |  |  |  |  |
| Overige partijen | Overige partijen                                      | 489.401   | 23,12 | 0   | 0  | 0   |       |  |  |  |  |  |  |  |
| | Onafhankelijken                                       |           |       |     | 29 | 29  |       |  |  |  |  |  |  |  |
| | Abchazische leden                                     |           |       | 4   | 8  | 12  | -     |  |  |  |  |  |  |  |
| | Vacant                                                |           |       |     | 2  | 2   | -     |  |  |  |  |  |  |  |
| Ongeldige / blanco stemmen | Ongeldige / blanco stemmen                            | 113.588   | 5,37  | -   |    |     |       |  |  |  |  |  |  |  |
| Totaal | Totaal                                                | 2.116.831 | 100   | 150 | 85 | 235 |       |  |  |  |  |  |  |  |
| |                                                       |           |       |     |    |     |       |  |  |  |  |  |  |  |
| Geregistreerde kiezers en opkomst | Geregistreerde kiezers en opkomst                     | 3.121.075 | 67,82 |     |    |     |       |  |  |  |  |  |  |  |
| Bronnen: Bronnen: CESKO, Nohlen. Noot: volgens de kieswet werd het percentage van stemmen t.b.v. de kiesdrempel berekend t.o.v. het totaal aantal stemmen incl. de ongeldige. |                                                       |           |       |     |    |     |       |  |  |  |  |  |  |  |